# Ohakvere
Ohakvere − wieś w Estonii, w prowincji Virumaa Wschodnia, w gminie Illuka.